# Oskuld
|  | Wiktionary har en ordboksartikel om oskuld. |

Ordet oskuld, som innebär att ’vara oskyldig’ eller ’sakna livserfarenhet’, används ofta som benämning på en person som inte haft sexuellt umgänge med en annan person. Sexuell oskuld hos en pojke eller man kallas svendom; motsvarande hos flicka eller kvinna är mödom eller jungfrudom. 
I juridiska sammanhang kan ordet förekomma för en person som är oskyldig, alltså som inte har begått något brott.